# Noun
Noun is de naam van een van de departementen van de Kameroense provincie Ouest (West). Naast de hoofdstad Foumban treft men in Noun de (kleine) steden Foumbot, Magba, Malantouen en Massangam. Noun wordt bewoond door voornamelijk Bamoun-mensen en was vroeger een zelfstandig koninkrijk. Het Noun-departement ligt voor een groot deel in heuvelachtig gebied met een savanne-vegetatie. In deze heuvels is het aanmerkelijk koeler dan in de vlakten. Het klimaat in Noun kent een uitgesproken natte en droge tijd (respectievelijk april-oktober en november-maart).